# Bror och syster
Bror och syster: kvarnen vid Floss (originaltitel: The Mill on the Floss), även översatt med titeln Qvarnen vid Floss, är en roman från 1860 av den brittiska författaren George Eliot (pseudonym för Mary Anne Evans). Den översattes till svenska för första gången 1890, av Anna von Feilitzen. 2002 kom den i nyöversättning av Gun-Britt Sundström.

## Huvudpersoner

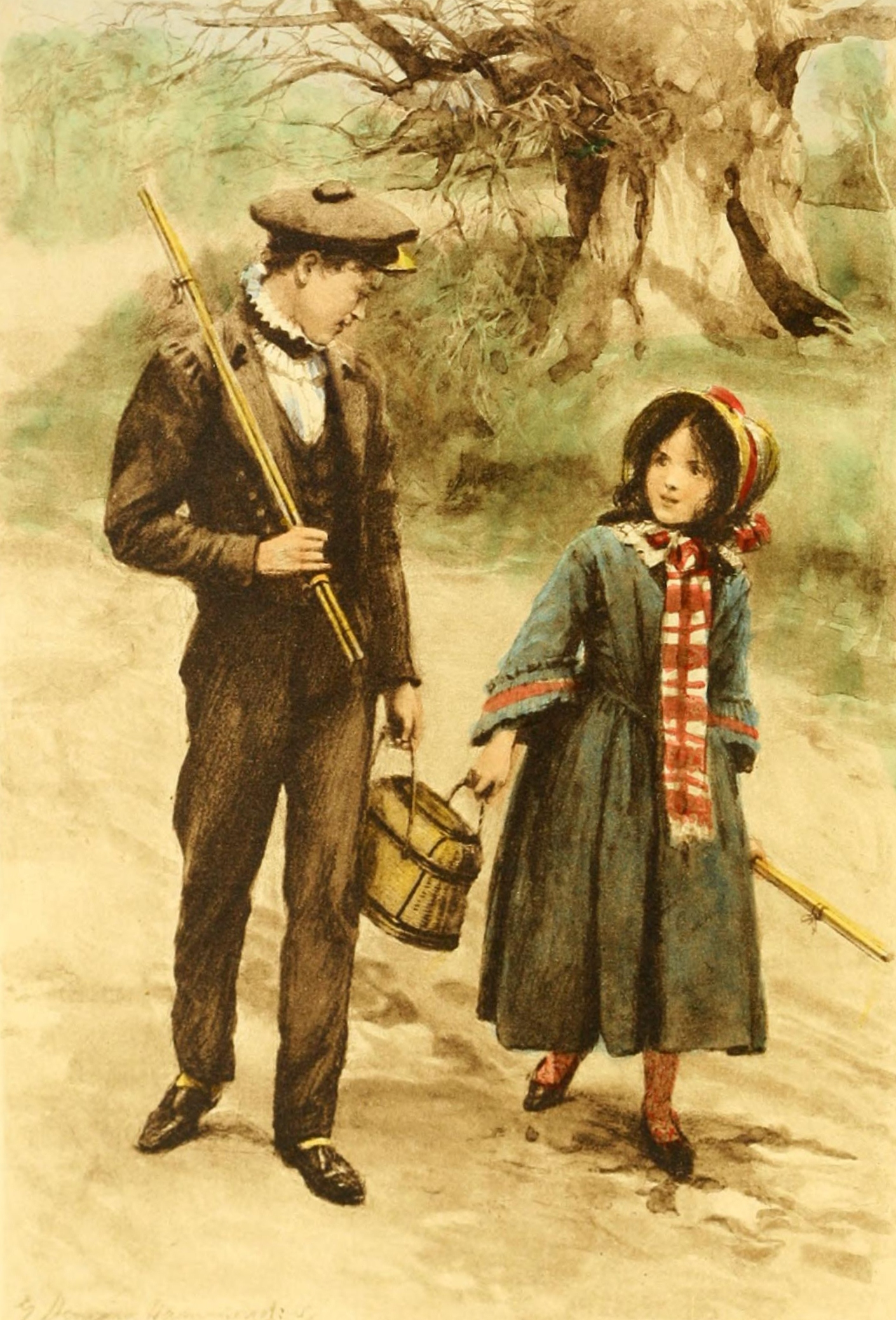
Tom och Maggie Tulliver

- Maggie Tulliver – ung kvinnlig protagonist
- Tom Tulliver – Maggies bror
- Mrs Bessy Tulliver – Maggies och Toms mor
- Mr Tulliver – Maggies och Toms far, kvarnens ägare
- Philip Wakem – klasskamrat till Tom, och vän/friare till Maggie
- Stephen Guest – välbärgad friare till Maggie